# Taras Łucenko
Taras Wołodymyrowycz Łucenko, ukr. Тарас Володимирович Луценко (ur. 1 lutego 1974 w Kijowie) – ukraiński piłkarz, grający na pozycji bramkarza, trener piłkarski.

## Kariera piłkarska

### Kariera klubowa
Wychowanek Dynama Kijów. Pierwszy trener Jewhen Rudakow. Karierę piłkarską zaczynał w Dynamie Kijów. W latach 1992–1995 grał w drugiej drużynie Dynama Kijów, z której został na rok wypożyczony do Nywy Winnica. Wrócił do Dynama i ponownie został zawodnikiem drugiej drużyny aż do 1999, kiedy odszedł do zespołu 2 ligi rosyjskiej Urałanu Elista, gdzie był podstawowym zawodnikiem. Po dwóch latach gry w Urałanie powrócił do Ukrainy, gdzie bronił barw klubu Zakarpattia Użhorod, w którym występował do roku 2005. Następnie przeniósł się ponownie do Dynama Kijów, tym razem do pierwszej drużyny. W Dynamie był przeważnie zmiennikiem bramkarzy. Po zakończeniu sezonu 2008/09 ukończył karierę piłkarską.

## Kariera trenerska
Bo zakończeniu kariery piłkarskiej od 2009 pracował na stanowisku trenera bramkarzy w drużynie rezerwowej Dynama Kijów.

## Sukcesy
- mistrz Ukrainy: 2007
- wicemistrz Ukrainy: 2006
- zdobywca Pucharu Ukrainy: 2006, 2007